# تئوری طراحی
تئوری طراحی (به انگلیسی: Design Theory) زیرشاخه‌ای از تحقیقات طراحی است که با رویکردهای نظری مختلف در جهت درک و تشریح اصول طراحی، دانش طراحی و عمل طراحی مرتبط است.

## تاریخچه
نظریه طراحی به طرق مختلف مورد بررسی و تفسیر قرار گرفته‌ است، از اظهارات شخصی طراحان از اصول طراحی، از طریق ساختارهای فلسفۀ طراحی تا جستجو برای علوم طراحی.
مقالۀ «تزئینات و جنایت» نوشته: آدولف لوس از سال ۱۹۰۸ میلادی یکی از اولین متون «اصول» تئوری-طراحی است. برخی دیگر شامل: «به سوی معماری» اثر: لو کوربوزیه (۱۹۲۳)، و «طراحی برای دنیای واقعی» اثر: ویکتور پاپانک (۱۹۷۲) است.
در یک رویکرد «اصول» به تئوری طراحی، جنبش د استایل (تأسیس در سال ۱۹۱۷ میلادی) یک شکل هندسی انتزاعی و «زاهدانه» از خلوص را ترویج کرد که به عملکرد محدود بود. این نگرش مدرنیستی زیربنای جنبش باوهاوس (۱۹۱۹ به بعد) بود. اصولی برای طراحی ترسیم شد که در تمام زمینه‌های زیبایی‌شناسی مدرن قابل اجرا بود.
برای آشنایی با فلسفه طراحی به مقاله پر گال در آکادمی سلطنتی دانمارک مراجعه کنید.
یک نمونه از علوم طراحی اولیه، تئوری حل ابتکاری مسئله از: آلتشولر، معروف به تریز بود که در دهۀ ۱۹۴۰ میلادی در اتحاد جماهیر شوروی ایجاد شد. هربرت سایمون در ۱۹۶۹ میلادی با علوم مصنوع پایه‌های بیشتری را برای علوم طراحی ایجاد کرد. از آن زمان، توسعۀ بیشتر زمینه‌هایی مانند روش‌های طراحی، تحقیقات طراحی، علوم طراحی و تفکر طراحی باعث ارتقای درک گسترده‌تری از تئوری طراحی شده‌ است.